# Beijos de Verão
Beijos de Verão é uma peça de teatro brasileira baseada na minissérie da Rede Globo Contos de Verão, do dramaturgo brasileiro Domingos de Oliveira.
De 2003 a 2008, teve direção de Domingos de Oliveira e Eduardo Wotzik, e produção de Bruno Gagliasso e Léo Fuchs.
A peça teve diversas montagens e ficou em cartaz no Teatro Antônio Fagundes, Teatro José de Alencar, Teatro Miguel Falabella,[ligação inativa] Teatro Mário Covas entre outros teatros.

Para o diretor Eduardo Wotzik, Beijos de Verão é um conto de fadas:
"A peça fala sobre descoberta e sobre momentos inesquecíveis. Num verão, quatro jovens descobrem o que a gente demora uma vida para descobrir: a sexualidade, as amizades e o seu parceiro para sempre. Isso é o conto de fadas."

## Elenco de várias montagens
2003
| Ator              | Personagem | Local                                   | Ref.  |
| ----------------- | ---------- | --------------------------------------- | ----- |
| Giselle Policarpo | Clara      | Teatro Miguel Falabella, Rio de Janeiro | [ 1 ] |
| Bruno Ferrari     | Narciso    | Teatro Miguel Falabella, Rio de Janeiro | [ 1 ] |
| Fernanda Souza    | Bárbara    | Teatro Miguel Falabella, Rio de Janeiro | [ 1 ] |
| Léo Fuchs         | Ângelo     | Teatro Miguel Falabella, Rio de Janeiro | [ 1 ] |

2004
| Ator              | Personagem | Local                                    | Ref.  |
| ----------------- | ---------- | ---------------------------------------- | ----- |
| Giselle Policarpo | Clara      | Teatro Antônio Fagundes, Rio de Janeiro  | [ 4 ] |
| Edward Boggis     | Narciso    | Teatro Antônio Fagundes, Rio de Janeiro  | [ 4 ] |
| Fernanda Souza    | Bárbara    | Palácio Popular da Cultura, Campo Grande | [ 7 ] |
| Léo Fuchs         | Ângelo     | Palácio Popular da Cultura, Campo Grande | [ 7 ] |

2005
| Ator           | Personagem | Local                                            | Ref.  |
| -------------- | ---------- | ------------------------------------------------ | ----- |
| Tatiana Muniz  | Clara      | Teatro Municipal José de Castro Mendes, Campinas | [ 8 ] |
| Bruno Ferrari  | Narciso    | Teatro Municipal José de Castro Mendes, Campinas | [ 8 ] |
| Fernanda Souza | Bárbara    | Teatro Municipal José de Castro Mendes, Campinas | [ 8 ] |
| Léo Fuchs      | Ângelo     | Teatro Municipal José de Castro Mendes, Campinas | [ 8 ] |

2005
| Ator           | Personagem |
| -------------- | ---------- |
| Juliana Didone | Clara      |
| Bruno Ferrari  | Narciso    |
| Fernanda Souza | Bárbara    |
| Léo Fuchs      | Ângelo     |

2005
| Ator            | Personagem | Local                                               | Ref.  |
| --------------- | ---------- | --------------------------------------------------- | ----- |
| Juliana Didone  | Clara      | Teatro Municipal Manoel Lyra, Santa Bárbara d'Oeste | [ 2 ] |
| Bruno Ferrari   | Narciso    | Teatro Municipal Manoel Lyra, Santa Bárbara d'Oeste | [ 2 ] |
| Tatyane Goulart | Bárbara    | Teatro Municipal Manoel Lyra, Santa Bárbara d'Oeste | [ 2 ] |
| Léo Fuchs       | Ângelo     | Teatro Municipal Manoel Lyra, Santa Bárbara d'Oeste | [ 2 ] |

2005
| Ator              | Personagem |
| ----------------- | ---------- |
| Graziella Schmitt | Clara      |
| Bruno Ferrari     | Narciso    |
| Tatyane Goulart   | Bárbara    |
| Léo Fuchs         | Ângelo     |

2006
| Ator             | Personagem | Local                  | Ref.  |
| ---------------- | ---------- | ---------------------- | ----- |
| Camila Rodrigues | Clara      | Teatro Artplex, Recife | [ 9 ] |
| Vinicius Vommaro | Narciso    | Teatro Artplex, Recife | [ 9 ] |
| Tatyane Goulart  | Bárbara    | Teatro Artplex, Recife | [ 9 ] |
| Léo Fuchs        | Ângelo     | Teatro Artplex, Recife | [ 9 ] |

2006
| Ator             | Personagem |
| ---------------- | ---------- |
| Camila Rodrigues | Clara      |
| Raoni Carneiro   | Narciso    |
| Fernanda Souza   | Bárbara    |
| Léo Fuchs        | Ângelo     |

2007–08
| Ator             | Personagem | Local                             | Ref.   |
| ---------------- | ---------- | --------------------------------- | ------ |
| Larissa Queiroz  | Clara      | Teatro Mário Covas, Caraguatatuba | [ 6 ]  |
| Marcos Pitombo   | Narciso    | Teatro Mário Covas, Caraguatatuba | [ 6 ]  |
| Tatyane Goulart  | Bárbara    | Teatro Municipal Dr. Losso Netto  | [ 10 ] |
| Pedro Nercessian | Ângelo     | Teatro Municipal Dr. Losso Netto  | [ 10 ] |